# Lorena Sanchez
Lorena Sanchez (Sacramento, 21 giugno 1986) è un'ex attrice pornografica statunitense. È entrata nell'industria cinematografica per adulti nel 2005 e si ritirata nel 2011.

## Riconoscimenti
- AVN Awards
  - 2008 – Candidatura al Best Actress, Video per Black Worm[2]
  - 2008 – Candidatura al Best New Starlet[2]
  - 2010 – Candidatura al Best Group Sex Scene – American Swingers[3]
- Urban Spice Awards
  - 2008 – Candidatura al Freakiest Girl in Porn[4]

## Filmografia
- 2 on 1 26 (2006)
- 50 To 1 4 (2006)
- Barely 18 26 (2006)
- Big Cocks In Her Little Box 4 (2006)
- Billion Dollar Booties 1 (2006)
- Blow Me Sandwich 9 (2006)
- Boy Fucks Girl 2 (2006)
- Chica Boom 41 (2006)
- Chicks Gone Wild 2 (2006)
- Chol Ho's 2 (2006)
- Cum Drinkers 2 (2006)
- Cum Stained Casting Couch 6 (2006)
- Dripping Creampies 2 (2006)
- Fuel Injected 4 (2006)
- Girl Next Door 1 (2006)
- Grand Slam 1 (2006)
- Hot Sauce 1 (2006)
- I Can't Believe I Took The Whole Thing 7 (2006)
- Incumming 11 (2006)
- Interracial Cream Pies 3 (2006)
- Interracial Lust 4 (2006)
- Jack's My First Porn 7 (2006)
- Lewd Conduct 29 (2006)
- Lock Load and Swallow 2 (2006)
- Mouth 2 Mouth 6 (2006)
- Moving Violations (2006)
- My Daughter's Fucking Blackzilla 11 (2006)
- New Whores 5 (2006)
- New Whores On The Block 1 (2006)
- Nice Round Ass 1 (2006)
- No Swallowing Allowed 10 (2006)
- Semen Sippers 5 (2006)
- Sexpose' 4: Tiffany Taylor (2006)
- Slutinas 1 (2006)
- Squirt On My Big White Cock 1 (2006)
- Sweet Cream Pies 2 (2006)
- Teen Fuck Holes 6 (2006)
- Teens For Cash 8 (2006)
- Teens With Tits 8 (2006)
- Tight Teen 2 (2006)
- Wasted Youth 1 (2006)
- White Chicks Gettin' Black Balled 17 (2006)
- White Girls Got Azz Too 2 (2006)
- Whole Enchilada 1 (2006)
- Whores In Heat (2006)
- Who's Next In Porn 6 (2006)
- Who's Your Daddy 9 (2006)
- 18 Legal And Latin 4 (2007)
- 40 Inch Plus 1 (2007)
- 5 Guy Cream Pie 28 (2007)
- 69 Flava's 3 (2007)
- 8th Street Latinas 4 (2007)
- Abominable Black Man 9 (2007)
- Age of Consent 1 (2007)
- All American Cream Pie 1 (2007)
- Barrio Booty 3 (2007)
- Before They Were Stars 1 (2007)
- Big Black Sticks In Little White Slits 2 (2007)
- Big Phat White Asses (2007)
- Biggz Is Back 1 (2007)
- Black Cock Addiction 3 (2007)
- Black Cocks Tiny Teens 2 (2007)
- Black Dick in Daddy's Daughter 1 (2007)
- Black Worm (2007)
- Blacksnake Bitches (2007)
- Boning Bonita Chicas (2007)
- Booty and the Geek (2007)
- Bring It Black 7 (2007)
- Bubble Butt Bonanza 8 (2007)
- Campus Confessions 11 (2007)
- Chicks and Salsa 4 (2007)
- Chunky Butts (2007)
- Cuckold 2 (2007)
- Culos Gigantes 2 (2007)
- Cum Eating Cuckolds 2 (2007)
- Cum Play With Me 3 (2007)
- Cum Play With Me 4 (2007)
- Daddy's Girl Is A Bad Girl 3 (2007)
- Diesel Has Landed 2 (2007)
- Diesel Has Landed 3 (2007)
- Dolores of my Heart (2007)
- Don't Waste It Taste It 3 (2007)
- Every Last Drop 1 (2007)
- Face Full Of Diesel 2 (2007)
- Face Invaders 2 (2007)
- First Offense 20 (2007)
- Freaky First Timers 6 (2007)
- Fucked on Sight 2 (2007)
- Fuel Injected 5 (2007)
- Get Naked 2 (2007)
- Goo Girls 24 (2007)
- Goo Girls 27 (2007)
- Hellcats 13 (2007)
- Holy Fuck It's Huge 2 (2007)
- Hot Latin Chicas (2007)
- I Can't Believe I Took The Whole Thing 12 (2007)
- I Like Black Boys 5 (2007)
- I Love Big Toys 10 (2007)
- I Love Latinas (2007)
- In It Goes Out It Cums 2 (2007)
- In Your Face 3 (2007)
- Inseminated By 2 Black Men 12 (2007)
- It Takes Two 3 (2007)
- It's Big It's Black It's Jack 3 (2007)
- It's Huge 12 (2007)
- Keep 'Em Cummin' 2 (2007)
- Lascivious Latinas 6 (2007)
- Latin POV 5 (2007)
- Lick It Don't Dick It 1 (2007)
- Low Ridin' Latinas (2007)
- Monster Cock Fuckfest 4 (2007)
- Monsters of Cock 13 (2007)
- Mouth 2 Mouth 10 (2007)
- N' 2 Deep (2007)
- Naughty Bookworms 8 (2007)
- Neighbor Affair 7 (2007)
- No Man's Land Girlbang (2007)
- No Man's Land Latin Edition 9 (2007)
- Operation: Desert Stormy (2007)
- Paste My Face 6 (2007)
- Peter North's POV 17 (2007)
- Pink Paradise 2 (2007)
- Ridin' Dirty 2 (2007)
- Rub My Muff 14 (2007)
- Skinn Kandi (2007)
- Smokin' Hot 2 (2007)
- Sperm Splattered 3 (2007)
- Sprung a Leak 3 (2007)
- Suck It Dry 4 (2007)
- Sweet Cheeks 9 (2007)
- Tear It Up (2007)
- Teen Machine 2 (2007)
- Tiffany's Lingerie Lesson (2007)
- Whore Stories (2007)
- Young Latin Ass 4 (2007)
- 10 Monster Mug Shots 2 (2008)
- 3 Blowin Me 2 (2008)
- Barely Legal Latinas 1 (2008)
- Barely Legal Young And Thirsty (2008)
- Big Cock Crazy 2 (2008)
- Bitch 4 (2008)
- Bree's College Daze 1 (2008)
- Chica Freaks (2008)
- Cream Pie Blowout 3 (2008)
- Creamery 4 (2008)
- Deep in Latin Cheeks 1 (2008)
- I Have a Wife 1 (2008)
- Jack in Me POV 2 (2008)
- Jack's All Stars 1 (2008)
- Kayden Exposed (2008)
- Kayden's Krossfire (2008)
- Latin Adultery 5 (2008)
- Load Warriors 1 (2008)
- Mandingo Brown (2008)
- Monster Dicks In Young Chicks (2008)
- Monster Meat 10 (2008)
- Monster Meat 6 (2008)
- My Space 4 (2008)
- Naughty America: 4 Her 4 (2008)
- No Boys No Toys 2 (2008)
- Pure 18 3 (II) (2008)
- Shane Diesel Does Them All 5 (2008)
- Strictly Conversation (2008)
- Sugar (2008)
- Take It Black 6 (2008)
- Tease Me Then Please Me 7 (2008)
- Teen Cuisine Too (2008)
- Teenage Hooker Confessions (2008)
- Tera Patrick's Porn Star Pool Party (2008)
- Top Shelf 3 (2008)
- American Swingers (2009)
- Barely Legal Black in the Saddle (2009)
- Barely Legal Jungle Fever 2 (2009)
- Battle of the Bootys (2009)
- Best of Monster Cock Fuck Fest: Mutant Edition (2009)
- Big Ass White Girls 1 (2009)
- Chunky Butts 2 (2009)
- Cumstains 10 (2009)
- Daddy's Worst Nightmare 15 (2009)
- In The Army Now (2009)
- Nothing But A 3-Way (2009)
- Oral Exams (2009)
- Real College Girls: Lesbian Stories 2 (2009)
- Slutty Senoritas (2009)
- Soul In The Hole (2009)
- Watch Your Back 3 (2009)
- Young Latin Ass Allstars (2009)
- Best Little Cocksuckers (2010)
- Blackzilla vs. Manaconda 2 (2010)
- Girls Banging Girls 5 (2010)
- Naughty Neighbors 1 (II) (2010)
- Self Service Sex 2 (2010)
- Just Turned 18 1 (2011)
- Yummy Cummy 2 (2011)
- Bad Ass Barrio Babes (2012)
- Mandingo's Rampage (2012)
- My Black Neighbor (2012)
- Nice Girls Love Black Dick (2013)